# Czepota gambir
Czepota gambir (Uncaria gambir) – gatunek rośliny z rodziny marzanowatych. Rodzimy obszar występowania to Malezja i Indonezja (wyspy Jawa, Kalimantan, Sumatra), ale uprawiana jest również w wielu innych krajach o odpowiednim klimacie.

## Morfologia
Krzew typu pnącego o liściach jajowatolancetowatych i lśniących. Kwiat zebrany w główkowych kwiatostanach. Owocem jest torebka. 

## Zastosowanie
Roślina wykorzystywana w garbarstwie i farbiarstwie. Wyciąg z liści i młodych gałązek znany tam jest pod nazwą gambir lub też pod nazwą „japońska ziemia”. Jest również dodatkiem do betelu.